# Catasonde

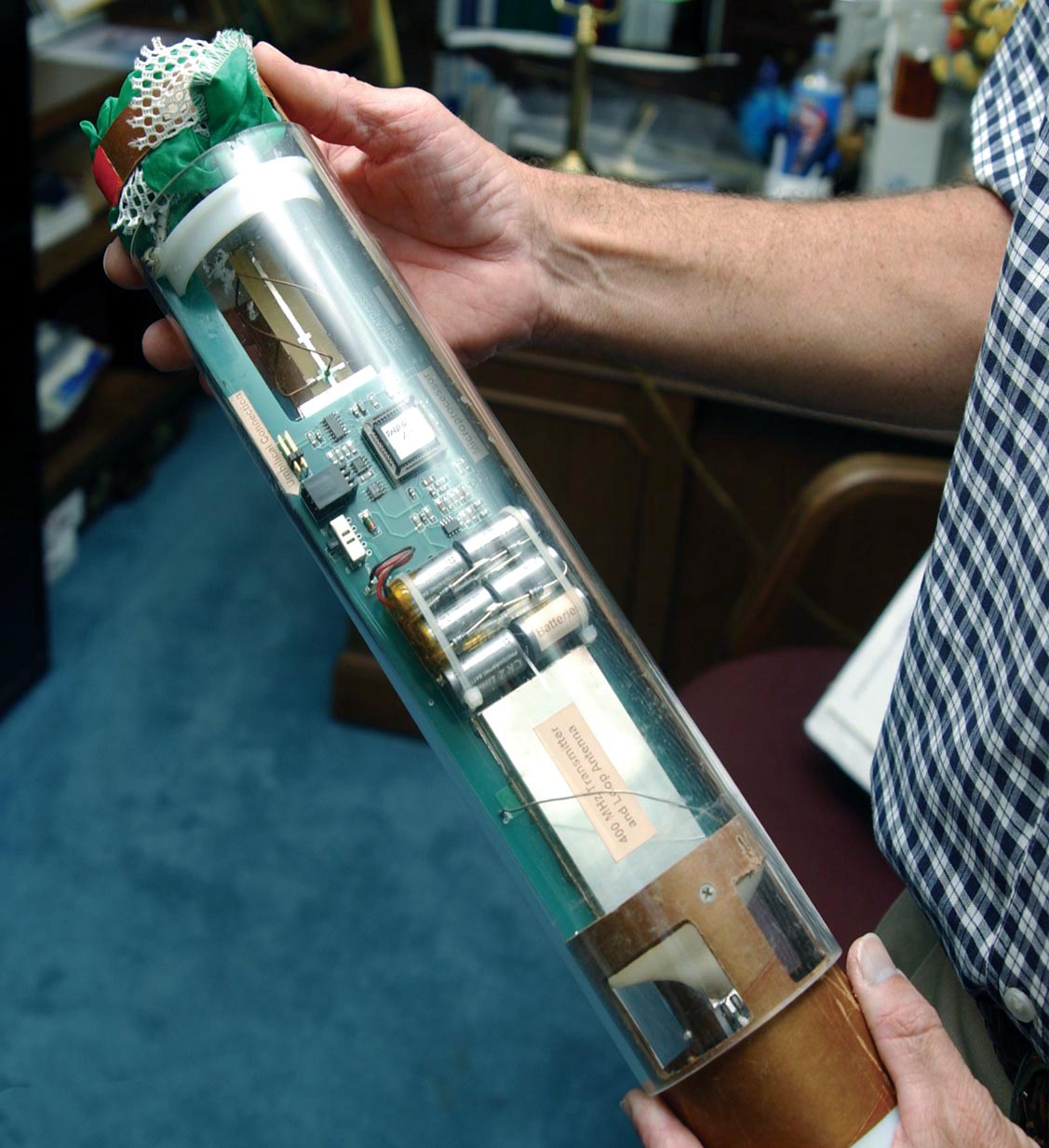
Catasonde (source US Air Force)

Une catasonde est un type particulier de radiosonde. Il s'agit d'un appareil lâché en vol d'un aéronef, avec ou sans parachute, afin de recueillir des données environnementales de l’atmosphère lors de la chute vers le sol. Cette sonde ressemble à un obus ou un cylindre et contient les instruments. La forme donne moins de prise au vent lors de la chute.

## Histoire

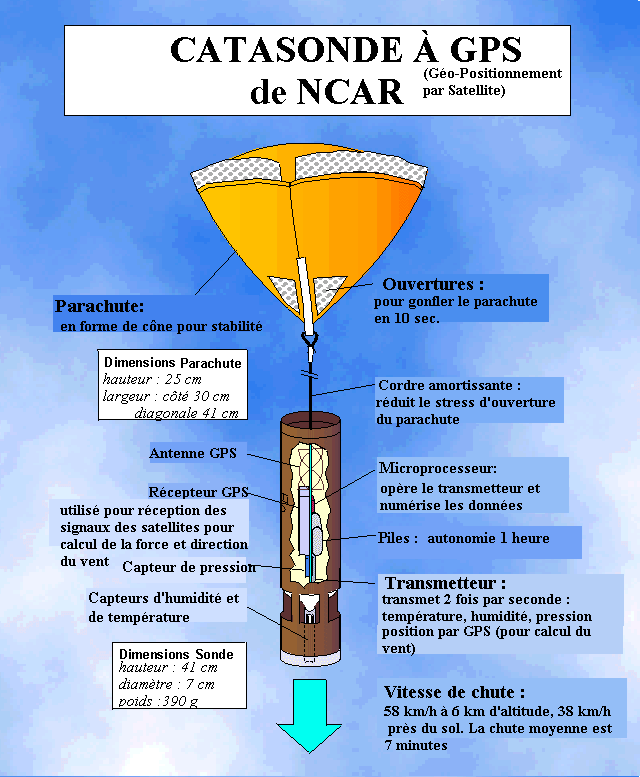
Catasonde récente

Elles ont été développées début des années 1970 par le NCAR américain pour être généralement utilisées par les avions de reconnaissance des ouragans afin de connaître leur structure,. Vers le milieu de la décennie, NCAR a ajouté un instrument appelé le Omega Wind Finding pour mieux détecter le mouvement de la catasonde et donc les vents. En 1984, les informations, jusqu’alors analogiques, sont numérisées dans une catasonde de type LORAN et l’ajout d’un GPS se fait en 1996. Cette technologie est maintenant produite sous licence par Vaisala.

## Instruments
Un catasonde contient divers instruments pour mesurer les variables météorologiques. Ceux-ci doivent être robustes car les conditions d’utilisation sont très rudes. On retrouve :
- Un baromètre pour la pression atmosphérique ;
- Un thermomètre ou thermistor pour la température ambiante ;
- Un hygromètre pour la mesure de l’humidité relative ;
- Un récepteur de position par GPS pour mesurer la direction et la force du vent.

Au début, les capteurs étaient analogiques mais ils sont maintenant numériques. Ces instruments effectuent des mesures à une fréquence contrôlée, en général 2 par seconde, par un microprocesseur central. L’appareil est alimenté par une pile et le tout doit être peu encombrant et léger.

## Utilisation

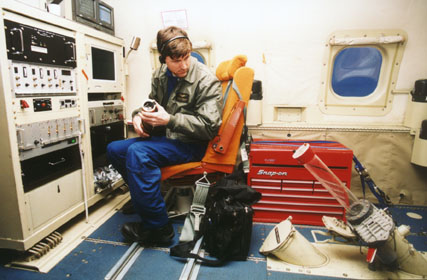
Technicien tenant une catasonde qu'il glissera dans le tube transparent pour le lâcher

### Classique
Les avions de reconnaissance des ouragans lâchent un grand nombre de catasondes à travers le système météorologique alors qu'il est en mer afin de recueillir des informations qui ne sont pas disponibles autrement. Une ou deux personnes peuvent être affectées au lâché, selon la fréquence désirée. L’appareil reçoit les données par radio, les analyse et retransmet les résultats au centre de prévision. Les systèmes modernes peuvent suivre jusqu’à 4 catasondes en même temps. 
Ce type d'appareil n’est pas limité à l’étude des ouragans. Il est disponible mondialement pour la recherche théorique et l'analyse pratique in situ des systèmes météorologiques autant de grande (dépression), que de petite échelle (orage).

### Ballons dérivants
Les catasondes ne sont pas limitées à être lâchées depuis un avion. Elles peuvent être montées sur des ballons météorologiques dérivants et larguées par un contrôle à distance dans des systèmes météorologiques d’intérêt. Ces ballons ont été développés dans le cadre de l’expérience THORPEX, un programme mondial de dix ans destiné à l'amélioration de la prévision des événements météorologiques extrêmes (précipitations intenses, tempêtes, cyclone, etc.).
Le premier déploiement de ballons dérivants munis de catasondes s’est fait dans le cadre d'une collaboration entre le Centre national d'études spatiales (CNES), le Centre national de la recherche scientifique (CNRS) et le National Center for Atmospheric Research (NCAR) en 2006. Une quarantaine de catasondes étaient montées sous des ballons stratosphériques lancés depuis Zinder au Niger. 
Après un trajet de plusieurs milliers de kilomètres vers l’ouest à 20 000 m d'altitude, les sondes furent lâchées pour mesurer les variables de l'atmosphère. La chute depuis cette hauteur dure environ vingt minutes et elles étaient relâchées une fois l’heure. Les données furent recueillies par satellite et analysées au centre des opérations de Paris. Cette recherche visait à faire une étude du climat d'Afrique de l'ouest (mécanismes de la mousson, structure des ondes d'est et du courant-jet africain d'Est, formation des systèmes orageux) nommé AMMA (Analyses multidisciplinaires de la mousson africaine),.  
A l’altitude de vol les conditions de vol la température est autour de −65 °C, la pression atmosphérique d'environ 50 hPa et le rayonnement solaire est intense. Les catasondes chutent elles dans des systèmes où la turbulence et les éléments sont parfois extrêmes. Les ballons et les sondes doivent donc être particulièrement robustes pour supporter ces conditions tout en étant peu coûteux afin d’en avoir un grand nombre disponibles. Des projets sont discutés pour le Pacifique occidental et la Méditerranée pour l'étude de la chimie de la stratosphère tropicale et des ballons pressurisés de basse couche pour l'étude des propriétés thermodynamiques de la mousson. En 2009, le programme international Concordiasi a utilisé ce système en Antarctique dans le cadre de l’Année polaire internationale.

### Drones
En septembre 2014, un nouveau type de sonde a été testé pour mesurer les paramètres météorologiques dans un cyclone tropical. Les chercheurs du National Weather Service des États-Unis ont lâché des catasondes drones, d'une longueur d'un mètre et pesant 3,2 kg, depuis des avions de reconnaissance dans l'ouragan Edouard. Normalement, ces avions lâchent seulement des catasondes normales qui tombent vers la mer en quelques minutes mais les chercheurs espéraient que les drones puissent voler à basse altitude dans l'ouragan durant un temps plus long. L'un a suivi le courant aérien dans le système durant un bon moment alors qu'un autre, lâché dans l’œil d’Edouard, a été guidé vers le mur de celui-ci. 
Edouard a été choisi pour ce test parce qu'il était de longue vie tout en n'affectant aucune terre. Les données ont été analysées au cours des mois suivants et ces appareils pourraient entrer dans l'arsenal des chasseurs de cyclones si les appareils se révèlent robustes et leurs données utiles.